# Partick Thistle Football Club 2020-2021
Questa voce raccoglie le informazioni riguardanti il Partick Thistle Football Club nelle competizioni ufficiali della stagione 2020-2021.

## Stagione
- In Scottish League One il Partick Thistle si classifica al 1º posto (40 punti) davanti agli Airdrieonians, vince per la seconda volta la terza serie ed è promosso in Championship.
- In Scottish Cup viene eliminato al terzo turno dal Dundee Utd (2-1).
- In Scottish League Cup non supera la fase a gironi, piazzandosi al terzo posto (7 punti) nel gruppo G dietro a St. Mirren e Queen of the South e davanti a Greenock Morton e Queen's Park.

## Maglie e sponsor
| Casa | Trasferta |

## Rosa
| N. |                        | Ruolo | Calciatore      |
| -- | ---------------------- | ----- | --------------- |
| 1  | Scozia (bandiera)      | P     | Jamie Sneddon   |
| 2  | Scozia (bandiera)      | D     | Ryan Williamson |
| 3  | Scozia (bandiera)      | D     | James Penrice   |
| 4  | Scozia (bandiera)      | D     | Thomas O'Ware   |
| 5  | Scozia (bandiera)      | D     | Darren Brownlie |
| 6  | Scozia (bandiera)      | C     | Steven Bell     |
| 7  | Inghilterra (bandiera) | C     | Joe Cardle      |
| 8  | Scozia (bandiera)      | C     | Stuart Bannigan |
| 9  | Scozia (bandiera)      | A     | Brian Graham    |
| 10 | Scozia (bandiera)      | A     | Zak Rudden      |
| 11 | Scozia (bandiera)      | C     | Blair Lyons     |

| N. |                             | Ruolo | Calciatore               |
| -- | --------------------------- | ----- | ------------------------ |
| 12 | Scozia (bandiera)           | P     | Kieran Wright            |
| 14 | Irlanda del Nord (bandiera) | C     | Shea Gordon              |
| 15 | Scozia (bandiera)           | D     | Rhys Breen               |
| 16 | Scozia (bandiera)           | D     | Ciaran McKenna           |
| 17 | Scozia (bandiera)           | C     | Connor Murray            |
| 18 | Scozia (bandiera)           | C     | Charlie Reilly           |
| 19 | Scozia (bandiera)           | C     | Scott Tiffoney           |
| 21 | Senegal (bandiera)          | C     | Mouhamed Niang           |
| 22 | Scozia (bandiera)           | D     | Richy Foster             |
| 23 | Scozia (bandiera)           | C     | Ross Docherty (capitano) |
| 31 | Scozia (bandiera)           | A     | Ross MacIver             |